# Phare de Pontal
Le phare de Pontal (en portugais : Farolete do Pontal) est un phare situé en rive du Rio Mossoró à Areia Branca, dans l'État du Rio Grande do Norte - (Brésil).
Ce phare est la propriété de la Marine brésilienne  et il est géré par le Centro de Sinalização Náutica e Reparos Almirante Moraes Rego (CAMR) au sein de la Direction de l'Hydrographie et de la Navigation (DHN).

## Historique
Ce phare a été construit en béton armé. C'est une tour cylindrique de 8 m érigée en bord de plage à l'est d'Areia Branca. Le phare entier est peint en noir avec une bande horizontale centrale blanche.
Il émet, à une hauteur focale de 10 m, un éclat blanc par période de 6 secondes. Sa portée maximale est d'environ 24 km.
Identifiant : ARLHS : BRA113 ; BR0946 - Amirauté : G0152.5 - NGA : 110-17810 .

## Crédit d'auteurs
- (pt) Cet article est partiellement ou en totalité issu de l’article de Wikipédia en portugais intitulé « Farolete do Pontal » (voir la liste des auteurs).